# Der Krähenbaum
Der Krähenbaum ist ein deutscher Fernsehfilm aus dem Jahr 1988 und eine Verfilmung des gleichnamigen Romans von Mathias Schröder. Er ist der Einblendung am Beginn des Films zufolge den Kindern gewidmet, die durch Krieg ihre Kindheit verloren haben.

## Handlung
Der Film spielt in der fiktiven Stadt Werflo im Landkreis Kassel. Die eigentliche Handlung spielt in der Zeit des Zweiten Weltkriegs und ist in schwarzweiß dargestellt. Diese ist jedoch in eine Rahmenhandlung eingebettet, die in der Gegenwart angesiedelt ist und in Farbe gezeigt wird. In der Rahmenhandlung ist zunächst zu sehen, wie Michael Rost – Autor von Der Krähenbaum – für eine Autogrammstunde in einer Buchhandlung nach Werflo kommt und dort Dieter Flimm in dessen Geschäft aufsucht und ihn mit seiner Nazivergangenheit konfrontiert. Wenig später wird die Schaufensterscheibe der Buchhandlung mit Hakenkreuzen besprüht. Am Ende des Films ist schließlich zu sehen, wie die Schaufensterscheiben eingeworfen werden.
Die Haupthandlung erzählt vom Leben der Mütter Marin, Rost und Thomsen mit ihren Kindern, die alle im Haus der Familie Marin wohnen. Die Kinder werden unter anderem beim Spielen von der Hitlerjugend ausgelacht, später wird Günther sogar von HJ-Mitgliedern verprügelt. In der Schule ist zu sehen, wie die Lehrerin Böhme aus dem Völkischen Beobachter vorliest und die Schüler körperlich züchtigt. Immer wieder beobachten die Kinder auch, wie Gefangene des nahegelegenen Stammlagers fliehen und dabei auch erschossen werden. General Marin besucht im Verlauf des Films seine Familie und bringt seinen Kindern Geschenke, wie z. B. ein Gewehr und eine Geige mit. Bereits einen Tag später muss er jedoch zurück an die Front in Stalingrad, wo die Armee eingeschlossen wird. Der adoptierte Gabriel Marin, der jüdischer Abstammung ist, muss die Familie verlassen und wird von Leuthold in Sicherheit gebracht. Daraufhin reist die christliche Oma der Marins an, die überzeugte Gegnerin des Nationalsozialismus ist. Auf der Suche nach Gabriel suchen Mitglieder der Schutzstaffel das Haus auf und verhören die Bewohner. Später kommt Leuthold zur Familie zurück, da er bei der Fahrt mit Gabriel von der SS aufgehalten wurde. Gabriel konnte zwar in den Wald fliehen, Leuthold konnte ihn jedoch nicht wiederfinden. Da Leuthold selbst ebenfalls vor der SS floh, beschließen die Bewohner des Hauses – trotz einiger Bedenken – ihn im Keller des Hauses zu verstecken. General Marin fällt kurz darauf in Stalingrad, weshalb das Ansehen der Familie sinkt. Auf der Suche nach Leuthold trifft erneut ein SS-Mann im Haus ein, findet diesen jedoch nicht. Nachdem ein Tor am Haus beschmiert wird, reist Mutter Thomsen mit ihrer Tochter ab. Kurz darauf wird das Pferd der Großmutter getötet. Ein Antrag von Mutter Rost, ebenfalls umziehen zu dürfen, wird vom Ortsgruppenleiter abgelehnt. Beim nächsten Fliegeralarm begeben sich die Bewohner des Hauses zu Leuthold in den Keller, wo dieser von den erneut auftauchenden SS-Leuten entdeckt und erschossen wird, die Großmutter wird im Versuch ihn zu schützen blutig geschlagen und Mutter Marin festgenommen. Die Großmutter versucht, ihre Freilassung zu erwirken, erfährt jedoch, dass sie bereits nach Marburg gebracht wurde, wo sie getötet werden soll. Beim anschließenden Bombardement wird der Tod der Großmutter angedeutet und Günther sieht in Halluzinationen seinen Bruder Gabriel.

## Produktion
Die Dreharbeiten zum Film fanden 1986 statt, ein Teil der Aufnahmen entstand in der Angelaschule. Die Szenen vom Familiensitz wurden auf dem Gut Honeburg in Osnabrück gedreht. Der Film wurde von der FWF – Fritz Wagner Film im Auftrag des ZDF produziert. Die Erstausstrahlung erfolgte am 7. März 1988 im ZDF.